# Otocinklus plamisty
Otocinklus plamisty (Macrotocinclus flexilis klasyfikowany też w rodzaju Otocinclus) – gatunek słodkowodnej ryby sumokształtnej z rodziny zbrojnikowatych (Loricariidae). Hodowany w akwariach.

## Zasięg występowania
Gatunek opisany naukowo z Brazylii (Rio Jacuhy [Jacuí], Rio Grande do Sul). Zasięg jego występowania obejmuje środkowe i dolne dorzecze Parany na obszarze Paragwaju i Urugwaju oraz La Plata i przybrzeżne strumienie Atlantyku w południowo-wschodniej Brazylii.

## Klasyfikacja
Otocinklus plamisty jest blisko spokrewniony z otocinklusem przyujściowym (M. affinis), z którym klasyfikowane są w  tzw. kladzie “affinis” w obrębie rodzaju Otocinclus lub wyodrębniane do Macrotocinclus, uznawane za grupę siostrzaną pozostałych Otocinclus.
Nazwa Otocinclus arnoldi uznawana jest za synonim Macrotocinclus flexilis lub za odrębny gatunek, występujący w rzece Urugwaj i w La Plata.

## Długość ciała
Dorasta do 5 cm, maksymalnie do 6,8 cm długości.

## Warunki w akwarium
| Zalecane warunki w akwarium | Zalecane warunki w akwarium                                       |
| --------------------------- | ----------------------------------------------------------------- |
| Zbiornik                    | średni (ponad 50 cm długości)                                     |
| Temperatura wody            | 20–26 °C                                                          |
| Twardość wody               | miękka do średnio twardej 3–10°n                                  |
| Skala pH                    | 6,5–7,8 (6,3–7,2)                                                 |
| Pokarm                      | glony, parzone liście sałaty, karma żywa, w tabletkach i płatkach |
| Uwagi                       | nie lubi jaskrawego oświetlenia.                                  |

## Wymagania hodowlane
Otocinklus plamisty dobrze czuje się wśród mniejszych i spokojnych ryb w akwarium wielogatunkowym. Jest glonojadem, ale unika glonów nitkowatych. Podłoże nie powinno być zbyt drobnoziarniste. Konieczna jest obecność korzeni potorfowiskowych oraz gładkich kamieni. Zbrojniki z tego gatunku preferują miejsca cieniste.